# Coucou de Madagascar
Cuculus rochii
Espèce
Statut de conservation UICN

 LC  : Préoccupation mineure
Le Coucou de Madagascar (Cuculus rochii) est une espèce de coucou, oiseau de la famille des Cuculidae. C'est une espèce monotypique (non subdivisée en sous-espèces).

## Répartition
Son aire de répartition s'étend sur Madagascar, l'Afrique du Sud, la Zambie, le Malawi, le Burundi, le Rwanda, l'Ouganda et la République démocratique du Congo.